# Parbet Chugh
Parbet Chugh (* 17. Februar 1986 in Hamburg) ist ein deutscher Schauspieler.

## Leben und Wirken
Parbet Chugh wuchs als Sohn afghanischstämmiger Hindus in Hamburg auf. Von 2007 bis 2011 absolvierte er ein Studium an der Hochschule für Musik, Theater und Medien Hannover. In der Folge hatte er zahlreiche Theaterauftritte auf deutschen Bühnen wie dem Theater an der Kö in Düsseldorf, den Bad Hersfelder Festspielen, dem Lichthof Theater und dem Ernst-Deutsch-Theater in Hamburg und dem Theater Bremen. Einem breiteren Publikum wurde er bekannt durch die Rolle des Rajesh Prakasch in der Vorabendserie der ARD Heiter bis tödlich: Zwischen den Zeilen.
Parbet Chugh lebt in Hamburg.

## Filmografie (Auswahl)
- 2009: Nullpunkt
- 2011: Die Flucht (Kurzfilm)
- 2013: Heiter bis tödlich: Zwischen den Zeilen (Fernsehserie, 16 Folgen)
- 2016: SOKO Leipzig (Fernsehserie, 1 Folge)
- 2021: SOKO Hamburg (Fernsehserie, 1 Folge)

## Hörspiele (Auswahl)
- 2006: Enda Walsh:Chatroom (William) – Regie: Alexander Schuhmacher, Nils-Daniel Finckh (Original-Hörspiel – NDR)